# Hellmut Traub
Hellmut Traub (* 13. Juli 1904 in Dortmund; † 3. August 1994 in Bietigheim-Bissingen) war ein deutscher reformierter Theologe.

## Leben
Hellmut Traub war ein Sohn des Pfarrers Gottfried Traub und seiner Frau Elma, geb. Heinersdorff (1876–1941). Er studierte ab 1923 zuerst Jura und Volkswirtschaft in Berlin, ab 1930 aber Evangelische Theologie in Tübingen und ab 1931 in Bonn, wo Karl Barth besonderen Einfluss auf ihn hatte. 1934 legte er das Erste Theologische Examen vor der Prüfungskommission der Bekennenden Kirche ab; 1937 folgte das Zweite Theologische Examen und die Ordination durch Otto Dibelius. Seine pfarramtliche Tätigkeit in Fürstenwalde/Spree und Potsdam und als Dozent des Katechetischen Seminars der Gossner Mission in Berlin-Friedenau wurde mehrfach durch Redeverbote und Gefängnis- und KZ-Aufenthalte unterbrochen (schon 1935 drei Monate im KZ Dachau). 1940 wurde er zum Wehrdienst einberufen und konnte, obwohl er den Eid auf den Führer verweigerte, Büroarbeiten in Berlin erledigen und dabei die Arbeit des Büro Grüber unterstützen.
Nach der Flucht aus Berlin arbeitete Traub ab Herbst 1945 als Pfarrer der Evangelisch-Lutherischen Landeskirche Schleswig-Holsteins in Glinde, ab 1946 zusätzlich im Internierungslager Gadeland bei Neumünster. Seine Pfarrstelle in Hamburg-Volksdorf, die er ab Januar 1947 innehatte, gab er im September 1948 auf. Er zog nach Stuttgart und arbeitete in der Redaktion des von Gerhard Kittel begründeten und von Gerhard Friedrich weitergeführten Theologischen Wörterbuchs zum Neuen Testament. Nachdem er sich dafür eingesetzt hatte, dass die bis dahin unabhängige evangelisch-reformierte Gemeinde in Stuttgart sich der Evangelisch-reformierten Kirche in Nordwestdeutschland (heute Evangelisch-reformierte Kirche (Landeskirche)) anschloss, übernahm Traub 1957 eine Pfarrstelle in der Gemeinde, die er bis 1969 innehatte. Den Ruhestand verbrachten er und seine Frau in Bietigheim.
Als Neutestamentler war Traub konservativ und setzte sich kritisch mit Rudolf Bultmanns Programm der Entmythologisierung auseinander. Neben etlichen Beiträgen für das Theologische Wörterbuch zum Neuen Testament und das Biblisch-Theologische Handwörterbuch zur Lutherbibel schrieb er auch unzählige Predigtmeditationen für die Göttinger Predigtmeditationen und die Reihe Herr, tue meine Lippen auf. Gesellschaftspolitisch blieb Traub dagegen oppositionell und war seit den 1950er Jahren in der Friedensbewegung engagiert. Unter dem Einfluss von Gustav Heinemann schloss er sich der Gesamtdeutschen Volkspartei und später der SPD an. 1985 zeichnete die Theologische Fakultät der Eberhard Karls Universität Tübingen Traub mit der Ehrendoktorwürde aus.
Mit seiner Frau Aenne geb. Schümer (1904–1982) hatte Traub den Sohn Andreas Traub (* 1949). Sein Bruder Hans Traub (1901–1943) war ein deutscher Zeitungs- und Filmwissenschaftler.

## Schriften (Auswahl)
- Anmerkungen und Fragen zur neutestamentlichen Hermeneutik und zum Problem der Entmythologisierung. Neukirchener Verlag, Neukirchen 1952.
- Botschaft und Geschichte. Beiträge zur Frage des Zeugen und der Zeugen (= Theologische Studien 41). TVZ, Zollikon-Zürich 1954.
- Die Predigt von Kreuz und Auferstehung Jesu Christi. Drei Predigten mit einleitender Rechenschaft über die Predigtvorbereitung (= Theologische Existenz heute, Neue Folge 43). Kaiser, München 1954.
- „Unerschrocken zur Zeit oder zur Unzeit“. Beobachtungen eines Predigers, Zeugen und Lehrers zur kirchlichen Zeitgeschichte. Hrsg. v. Hans-Georg Ulrichs. Wuppertal 1997.